# Hotel De Grote L (film)
Hotel De Grote L is een Nederlandse film uit 2017 van Ineke Houtman met in de hoofdrollen Julian Ras, Frank Lammers en Abbey Hoes. De film is gebaseerd op het gelijknamige boek van Sjoerd Kuyper.

## Verhaal
Kos woont samen met zijn vader en drie zussen in een hotel aan zee. Als zijn vader in het ziekenhuis belandt moeten hij en zijn zussen het hotel zien te runnen. Alleen blijkt het hotel flink in de schulden te zitten en moet hij die met zijn zussen zien op te lossen. Om het hotel te redden besluit een van zijn zussen mee te doen aan een missverkiezing. Maar als zij door een ongeluk niet meer mee kan doen, neemt Kos haar plaats in.

## Rolverdeling
| Acteur              | Personage     | opmerkingen |
| ------------------- | ------------- | ----------- |
| Julian Ras          | Kos           | Hoofdrol    |
| Abbey Hoes          | Libbie        | zus         |
| Frank Lammers       | Vader         |             |
| Bente Fokkens       | Briek         | zus         |
| Aiko Beemsterboer   | Isabel        |             |
| Jasha Rudge         | Akelei        |             |
| Linde van der Storm | Pel           | zusje       |
| Tobias Kersloot     | Felix         |             |
| Debbie Korper       | Mevrouw Droog |             |